# Mariana (Korsika)

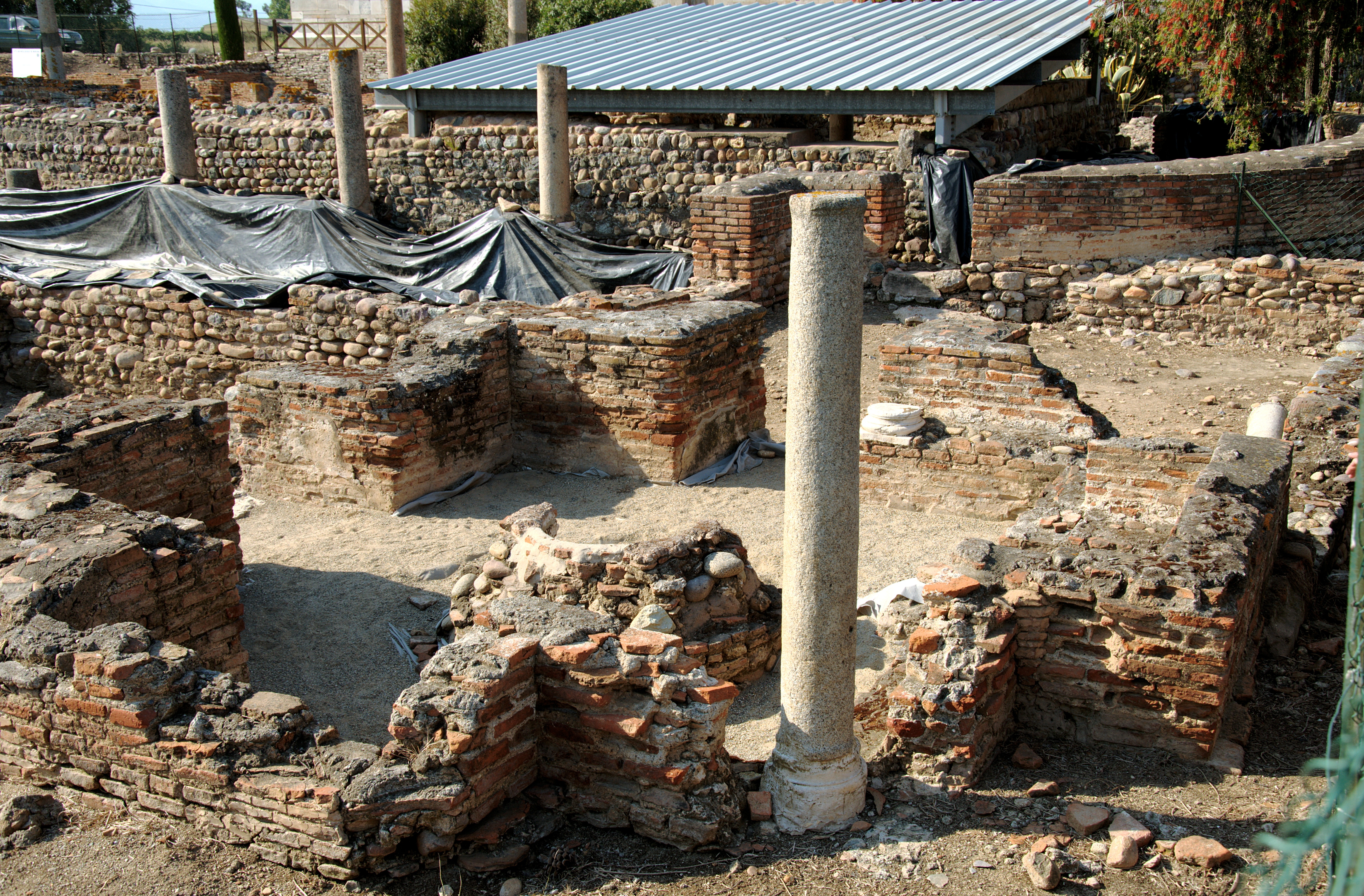
Ruinen des spätantiken Baptisteriums

Mariana war, neben der colonia Aleria, eine der beiden antiken römischen Coloniae auf der Insel Korsika. Sie lag auf dem Plateau von La Marana an der Seite des Flusses Guola, nahe der Nordostküste der Insel und liegt heute auf dem Gemeindegebiet von Lucciana. Die Stadt lag etwa zwei Meilen vom Meer entfernt.
Der bedeutende römische Staatsmann und Feldherr Gaius Marius ließ um 100 v. Chr. Mariana als Veteranenkolonie anlegen. Nahe La Canonicas befand sich der decumanus (die Ost-West-Achse) der Stadt, zu dem ein Portikus gehörte. Hier befanden sich diverse Läden und Häuser aus der Kaiserzeit. Im Westen und Osten des Stadtzentrums befinden sich kaiserzeitliche Nekropolen. Gräber der republikanischen Siedlung wurden noch nicht gefunden, doch ist ihre Existenz durch Münzfunde und schwarz gefirniste Keramik gesichert.
Mariana war seit etwa 300 bis zur Vereinigung mit dem Bistum Accia im Jahr 1563 der Sitz des Bistums Mariana.
Der größere noch nicht ausgegrabene Teil der Ruinenstadt liegt nördlich der Lucciana Kathedrale (Santa-Maria Assunta von Lucciana) und der D107 südöstlich des Rollfeldes des Flughafens von Bastia.